# 1997年香港電影作品列表
本列表列出1997年所上映的香港電影作品，以按照欄位中使用「上映日期」排列。
| 片名                      | 英文片名 | 導演                 | 重要演員                             | 上映日期          |
| 十萬火急                  |          | 杜琪峰               | 劉青雲、方中信、李若彤、劉松仁       | 01月3日-02月4日   |
| 麻雀飛龍                  |          | 元奎/黎大煒/劉鎮偉   | 蕭芳芳、趙文卓、柯受良、盧惠光       | 01月11日-02月4日  |
| 基佬40                    |          | 舒琪                 | 林子祥、陳小春、伍詠薇、吳鎮宇       | 01月16日-02月5日  |
| 我有我瘋狂                |          | 侯永財               | 陳寶蓮、袁潔瑩、蔡少芬、宮雪花       | 01月24日-01月31日 |
| 夜半2點鐘                 |          | 錢永強               | 陳小春、周文健、黃偉文、徐錦江       | 01月25日-02月5日  |
| 一個好人                  |          | 洪金寶               | 成龍、李察·羅頓、李婷宜、洪金寶      | 01月31日-03月20日 |
| 黃飛鴻之西域雄獅          |          | 洪金寶               | 李連杰、關之琳、熊欣欣、陳國邦       | 02月1日-03月5日   |
| 97家有囍事                |          | 張堅庭               | 周星馳、吳鎮宇、黃百鳴、喬宏         | 02月6日-03月13日  |
| 愛情Amoeba                |          | 舒琪                 | 葛民輝、李蕙敏、張智霖、吳辰君       | 02月27日-03月11日 |
| 黑玫瑰義結金蘭            |          | 元奎、劉鎮偉         | 薛家燕、吳君如、林海峰、甄子丹       | 03月1日-03月21日  |
| 抱擁朝陽                  |          | 譚朗昌               | 林子祥、袁詠儀、潘虹、宣萱           | 03月6日-03月12日  |
| 最後判決                  |          | 趙崇基               | 劉青雲、李若彤、曾志偉、黃佩霞       | 03月8日-03月26日  |
| 蜜桃成熟時1997            |          | 錢文綺               | 鍾真、黃美棋、方璿、洪曉芸、王書麒   | 03月13日-03月26日 |
| 一個字頭的誕生            |          | 韋家輝               | 劉青雲、李若彤、吳鎮宇、黃卓玲       | 03月14日-03月27日 |
| 赤足驚魂                  |          | 黎繼明               | 梁琤、鄭浩南、謝天華、程嘉美         | 03月21日-03月27日 |
| 天地雄心                  |          | 陳嘉上               | 劉德華、李嘉欣、黃秋生、谷德昭       | 03月22日-04月16日 |
| 初戀無限Touch             |          | 馬偉豪               | 梁詠琪、陳曉東、黃偉文、馮德倫       | 03月27日-04月11日 |
| 97古惑仔戰無不勝          |          | 劉偉強               | 鄭伊健、陳小春、李嘉欣、莫文蔚       | 03月28日-04月23日 |
| 至激殺人犯                |          | 葉天行               | 鄭則士、王喜、王敏德、徐濠萦         | 04月11日-04月24日 |
| 回轉壽屍                  |          | 葉偉信               | 林曉峰、林尚義、徐錦江、江希文       | 04月12日-05月10日 |
| 減肥旅行團                |          | 劉國權               | 蔣勤勤、斯琴高娃、尹相傑、沈殿霞     | 04月17日-04月18日 |
| 奪舍                      |          | 邱禮濤               | 吳倩蓮、李修賢、于莉、黃子華、蔡少芬 | 04月19日-04月30日 |
| 猛鬼通宵陪住你            |          | 錢升瑋               | 吳鎮宇、黃子華、黎姿、錢嘉樂         | 04月24日-05月7日  |
| 火燒島之橫行霸道          |          | 朱延平               | 吳奇隆、金城武、郝邵文、翁虹         | 04月25日-??月??日 |
| 宋家皇朝                  |          | 張婉婷               | 張曼玉、楊紫瓊、鄔君梅、吳興國       | 05月1日-06月25日  |
| 呢個乜野場                |          | 何澍培               | 周文健、麥家琪、葉芳華、莫可欣       | 05月1日-05月9日   |
| 蘭桂坊7公主               |          | 侯永財               | 唐文龍、吳冠志、黃德斌、趙學而       | 05月2日-05月9日   |
| 陰陽路                    |          | 鄭偉文/譚朗昌/邱禮濤 | 古天樂、蔡少芬、丁子峻、麥家琪       | 05月10日-06月6日  |
| 兩個只能活一個            |          | 游達志               | 金城武、李若彤、卞宇、蔡楓華         | 05月10日-05月22日 |
| 我愛廚房                  |          | 嚴浩                 | 陳小春、富田靖子、羅家英、莫文蔚     | 05月15日-05月31日 |
| 南海十三郎                |          | 高志森               | 謝君豪、蘇玉華、吳綺莉、黃霑         | 05月15日-07月30日 |
| 古惑天堂                  |          | 章國明               | 蔡少芬、唐文龍、陳浩民、羅家英       | 05月16日-05月22日 |
| 完全催花手冊              |          | 傅佩瑜               | 周文健、孫佳君、伍詠薇、梁琤         | 05月22日-06月2日  |
| 借錢專家                  |          | 黃靖華               | 周文健、江希文、潘曉彤、莫少聰       | 05月29日-06月6日  |
| 春光乍洩                  |          | 王家衛               | 張國榮、梁朝偉、張震                 | 05月30日-07月16日 |
| 馬永貞                    |          | 元奎                 | 金城武、元彪、宣萱、周嘉玲           | 06月7日-06月17日  |
| 天才與白癡                |          | 趙崇基               | 葛民輝、朱茵、許志安、蔡少芬         | 06月7日-07月4日   |
| 戰狼傳說                  |          | 甄子丹               | 甄子丹、李若彤、黃子華、林國斌       | 06月14日-06月26日 |
| 最佳拍檔之醉街拍檔        |          | 錢嘉樂               | 梁朝偉、譚詠麟、鍾麗緹、吳鎮宇       | 06月21日-07月9日  |
| 完全結婚手冊              |          | 阮世生               | 袁詠儀、陳小春、楊采妮、王敏德       | 06月26日-07月15日 |
| 超級無敵追女仔            |          | 鄒凱光               | 陳百祥、舒淇、葛民輝、徐若瑄         | 06月27日-07月17日 |
| 求戀期                    |          | 谷德昭               | 古巨基、蘇志威、雷頌德、黎姿         | 07月10日-07月24日 |
| 記得香蕉成熟時III為你鍾情 |          | 張之亮               | 林靜瑜、曾志偉、鄧一君               | 07月16日-07月30日 |
| 高度戒備                  |          | 林嶺東               | 劉青雲、吳鎮宇、高捷、李蕙敏         | 07月18日-08月13日 |
| 沖上九重天                |          | 黃俊文               | 梁家輝、趙文瑄、黎姿、伍詠薇         | 07月24日-07月31日 |
| 小倩（動畫）              |          | 陳偉文               | 配音:( 林海峰、袁詠儀、楊采妮 )      | 07月26日-08月27日 |
| 算死草                    |          | 馬偉豪               | 周星馳、葛民輝、邱淑貞、莫文蔚       | 08月1日-08月27日  |
| 神偷諜影                  |          | 陳德森               | 金城武、陳小春、楊采妮、李綺虹       | 08月9日-09月17日  |
| 愛您愛到殺死您            |          | 李力持               | 黎明、鄭秀文、吳君如、黃偉文         | 08月12日-09月5日  |
| 精裝難兄難弟              |          | 曹建南               | 羅嘉良、吳鎮宇、舒淇、張可頤         | 08月28日-09月10日 |
| 對不起，多謝你            |          | 張同祖               | 劉青雲、舒淇、葉童、劉曉彤           | 08月30日-09月10日 |
| 喜氣逼人                  |          | 黃靖華               | 沈殿霞、吳孟達、莫少聰、王馨平       | 09月6日-09月10日  |
| 半生緣                    |          | 許鞍華               | 黎明、吳倩蓮、梅艷芳、葛優           | 09月12日-10月23日 |
| 飛一般愛情小說            |          | 葉錦鴻               | 林海峰、許志安、鍾漢良、舒淇         | 09月12日-09月24日 |
| 陰陽路之我在你左右        |          | 邱禮濤               | 古天樂、雷宇揚、丁子峻、錢嘉樂       | 09月13日-09月26日 |
| 愛上百分百英雄            |          | 王晶                 | 鄭伊健、陳小春、梁詠琪、徐若瑄       | 09月25日-10月19日 |
| 豪情蓋天                  |          | 查傳誼               | 王敏德、張智霖、黎姿、蘇志威         | 09月26日-10月9日  |
| 香港製造                  |          | 陳果                 | 李璨琛、嚴栩慈                       | 10月9日-11月30日  |
| 西廂艷譚                  |          | 林義雄               | 王書麒、麥家琪、徐錦江、薑加玲       | 10月9日-10月24日  |
| 完全失控                  |          | 侯永財               | 周蕾、趙敏、林保怡、林偉             | 10月10日-10月16日 |
| 猛鬼卡拉OK                |          | 鄧衍成               | 陶大宇、黎耀祥、陳法蓉、鍾真         | 10月16日-10月29日 |
| 旺角大家姐                |          | 鄭偉文               | 鄭婉雯、張耀揚、郭可盈、林文龍       | 10月17日-10月23日 |
| 自梳                      |          | 張之亮               | 楊采妮、劉嘉玲、歸亞蕾、李綺虹       | 10月23日-12月19日 |
| 偷情男女                  |          | 陳奧圖               | 王書麒、小澤圓、曹永廉、吳毅將       | 10月24日-11月5日  |
| 誤人子弟                  |          | 葉偉信               | 林海峰、黃秋生、徐子淇、張達明       | 10月25日-11月14日 |
| 檔案X殺人犯               |          | 劉觀偉               | 元彪、林曉峰、宣萱、張豐毅           | 10月30日-11月5日  |
| 聊齋艷譚之幽媾            |          | 林義雄               | 徐錦江、彭丹、薑加玲、麥家琪         | 11月6日-11月14日  |
| 迷失樂園                  |          | 朱偉光               | 謝天華、麥家琪、夏韶聲、何啟南       | 11月6日-11月12日  |
| 特種飛虎                  |          | 曹榮                 | 黃家諾、徐濠瑩、蘇志威、羅家英       | 11月7日-11月14日  |
| 熱血最強                  |          | 梁柏堅               | 古巨基、楊采妮、曾志偉、莫文蔚       | 11月13日-12月3日  |
| 四月四日                  |          | 錢昇瑋               | 黃子華、黃卓玲、王文意、羅蘭         | 11月15日-11月26日 |
| 黑獄斷腸歌之砌生豬肉      |          | 鄧衍成               | 梁朝偉、吳孟達、林國斌、吳毅將       | 11月15日-11月28日 |
| G4特工                    |          | 林超賢               | 張智霖、黃秋生、李若彤、陳法蓉       | 11月27日-12月22日 |
| 夜半3點鐘                 |          | 錢永強               | 陳小春、李綺虹、張達明、李健仁       | 11月29日-12月19日 |
| 恐怖雞                    |          | 曾謹昌               | 吳倩蓮、黎耀祥、陳豪、元彬           | 11月29日-12月5日  |
| 生日多戀事                |          | 陳會毅               | 吳奇隆、吳辰君、吳鎮宇、陳志明       | 12月6日-12月12日  |
| 十五億殺人網路            |          | 鄧衍成、楊逸德       | 葉芳華、周文健、彭丹、盧敏儀         | 12月12日-12月19日 |
| 初纏戀後的2人世界         |          | 葛民輝               | 金城武、莫文蔚、葛民輝、谷德昭       | 12月13日-12月31日 |
| 憨星先生                  |          | 馬偉豪               | 葛民輝、張燊悅、張達明、黃偉文       | 12月20日-12月31日 |
| 超級無敵追女仔2狗仔雄心   |          | 曹建南               | 陳百祥、張慧儀、關秀媚、楊恭如       | 12月20日-12月31日 |
| 黑金                      |          | 麥當傑               | 劉德華、梁家輝、孫佳君、吳辰君       | 12月23日-12月31日 |